# 讷维伊
讷维伊（法語：Neuvilly）是法国北部-加来海峡大区诺尔省的一个市镇，属于康布雷区和勒卡托康布雷西县。该市镇2009年时的人口为1,113人。

## 人口
讷维伊人口变化图示
| 数据来源：INSEE |